# 2881 Мейден
2881 Мейден (2881 Meiden) — астероїд головного поясу, відкритий 12 січня 1983 року.
Тіссеранів параметр щодо Юпітера — 3,610.